# Amateur Science Stories
Amateur Science Stories byl vědeckofantastický fanzin, jehož vyšly pouze 3 čísla v období od října 1937 do března 1938 (říjen 1937, prosinec 1937 a březen 1938).
Redaktorem fanzinu byl Douglas W. F. Mayer z Leedsu, který zde publikoval mj. první tři povídky tou dobou začínajícího spisovatele Arthura C. Clarka (Cestujte po drátě!, Ústup ze Země, Jak jsme byli na Marsu). První dvě zmíněné povídky poté vyšly v kolekci The Best of Arthur C. Clarke: 1937-1955 (Sphere Books, 1973). V této kolekci je však nesrovnalost - úvod k Clarkovým povídkám uvádí název fanzinu Amateur Science Fiction Stories, ačkoli na jiném místě je správný název Amateur Science Stories.
Dalším z autorů, jimž vyšly ve fanzinu povídky byl např. britský spisovatel žánru sci-fi William Frederick Temple.